# Hackthorn
Hackthorn – wieś w Anglii, w hrabstwie Lincolnshire, w dystrykcie West Lindsey. Leży 12 km na północ od Lincoln i 204 km na północ od Londynu.